# Dance Academy – Tanz deinen Traum!
Dance Academy – Tanz deinen Traum! (Originaltitel: Dance Academy) ist eine australische Jugend-Fernsehserie, die von 2010 bis 2013 von Werner Film Productions in Zusammenarbeit mit Australian Broadcasting Corporation und dem ZDF produziert wurde. Die Serie dreht sich um Tara Webster, eine neue Schülerin an der National Academy of Dance. Die Serie wurde 2017 mit dem Film Dance Academy – Das Comeback fortgesetzt.

## Handlung

### Staffel 1
Im Mittelpunkt der Serie steht Tara Webster. Diese ist auf einer Farm in Australien aufgewachsen. Mit 15 Jahren wird sie an der renommierten National Academy of Dance angenommen. An der Academy freundet sie sich mit Kat Karamakov an, der Tochter der berühmten Ballerina Natasha Willis. Taras Mitbewohnerin ist die als Maximalistin bekannte Abigail Armstrong, die alles dafür tut, um ihre Ziele zu erreichen. Die Ballettschule ist viel härter als Tara erwartet hat und so ist sie zu Beginn neben Sammy Lieberman das Schlusslicht der Klasse. Tara verliebt sich in Kats Halbbruder Ethan Karamakov. Kat versucht zu verhindern, dass die beiden ein Paar werden, scheitert aber. Ethan ist bereits im dritten Jahr und bereitet sich darauf vor, Choreograf zu werden. Dann tut sich für Tara ein weiteres Problem auf; ihre Eltern können ihre Ausbildung nicht mehr finanzieren und sie soll die Schule verlassen. Doch mit dem Gewinn eines Stipendiums kann sie ihre Karriere schließlich fortsetzen. Währenddessen kommt Tara Christian Reed langsam näher. Im weiteren Verlauf kommt die deutsche Austauschschülerin Petra Hoffmann an die Akademie. Als diese Tara und Christian beim Küssen erwischt und fotografiert und Abigail das Bild an alle geschickt hat, trennt sich Ethan von Tara. Am Ende der Staffel bekommt Tara ihre begehrte Rolle, die Hauptrolle im Nussknacker.

### Staffel 2
Tara und ihre Freunde kehren zu ihrem zweiten Jahr an die National Academy of Dance zurück. Sammy hat seit dem Ende des ersten Jahres Ärger mit der Finanzierung seiner Ausbildung, weil sein Vater sich weigert, die Studiengebühren zu bezahlen. Miss Raine eröffnet den Studenten des zweiten Jahres, dass die Ballettolympiade, der Prix de Fonteyn, dieses Jahr in Sydney stattfinden wird. Für die Schüler bedeutet das, um die begehrten Plätze zu kämpfen, um Australien beim Prix vertreten zu können. Neu an der Academy ist Grace Whitney, das Patenkind von Miss Raine. Grace hat bisher die Royal Ballet School in London besucht. Kat muss ein Jahr wiederholen, weil sie ihre Prüfungen nicht bestanden hat. Nach einem Unfall fängt die berühmte Balletttänzerin Saskia Duncan vorübergehend an, an der Akademie zu unterrichten. Im Unterricht soll ein Solo präsentiert werden, Tara wählte eine von Saskias berühmtesten Rollen, die Roten Schuhe. Unter dem Einfluss von Saskia gibt Tara dieses Solo auf, geht aber später damit ins Rennen um den Prix. Tara und Sammy werden die Finalisten, die für Australien beim Prix antreten dürfen. Sammy kommt am Morgen des Prix, bei einem tragischen Unfall, ums Leben. Das Komitee verschiebt daraufhin das Finale und an Sammys Stelle darf Benjamin Tickle tanzen. Den Prix gewinnt schließlich Grace, die ebenfalls die Roten Schuhe getanzt hat und die kurz vor dem Finale die Seiten gewechselt hat und für England angetreten ist. Grace entscheidet sich aber an die Academy zurückzukehren.

### Staffel 3
Tara und ihre Freunde sind im dritten und letzten Jahr an der Academy. Sie alle beschäftigen sich mit der Frage, wie es nach der Ausbildung mit ihnen weitergeht. Denn sie alle träumen von einem festen Engagement bei der National Ballet Company. Die nationale Tournee hat begonnen, bei der Romeo und Julia getanzt wird. In der Rolle von Romeo wechseln sich Ben und Christian ab, während Tara und Grace um die Rolle der Julia konkurrieren. Da die Saison kurz ist, kehren sie nach der Tour in die Akademie zurück, um ihre Prüfungen zu bestehen. Sie haben die Wahl zwischen einem Ballett und einem zeitgenössischen Solo. Tara rutscht bei ihrer Abschlussprüfung auf einer Perle aus, die vorher von Graces Kleid abgefallen ist, und bricht sich das Rückgrat. Am Ende beginnt Tara wieder mit Tanztraining. Abigail und Ollie schaffen es in die Company. Christian, dem eigentlich auch ein Vertrag angeboten wurde, fängt stattdessen als Lehrer an der Academy an. Kat, die im Laufe der Staffel auch Erfahrungen beim Film gesammelt hat, hört mit dem Tanzen auf und widmet sich der Schauspielerei. Grace hört ebenfalls mit dem Tanzen auf und reist unter anderem nach Vietnam. Ben tanzt in Texas weiter.

## Besetzung und Synchronisation

### Hauptdarsteller
| Darsteller       | Rollenname               | Folgen      | Staffel | Bemerkungen | Synchronsprecher |
| ---------------- | ------------------------ | ----------- | ------- | --- | ---------------- |
| Xenia Goodwin    | Tara Webster             | 1–65        | 1–3     | Tochter von Jan und Neil, Freundin von Christian, Ex-Freundin von Ethan und Ben                                          | Julia Casper     |
| Alicia Banit     | Katrina „Kat“ Karamakov  | 1–65        | 1–3     | Tochter von Natasha und Sebastian, Halbschwester von Ethan, Freundin von Ben, Ex-Freundin von Myles, Christian und Jamie | Dorothee Sturz   |
| Dena Kaplan      | Abigail „Abi“ Armstrong  | 1–65        | 1–3     | Tochter von Anthea, Schwester von Paige, Ex-Freundin von Sammy und Wes                                                   | Nadine Schreier  |
| Jordan Rodrigues | Christian Reed „Reedo“   | 1–65        | 1–3     | Sohn von Raf, Freund von Tara, Ex-Freund von Kat                                                                         | Leonhard Mahlich |
| Tom Green        | Samuel „Sammy“ Lieberman | 1–52        | 1–2     | Sohn von Jackie und David, Bruder von Ari, Ex-Freund von Abi und Ollie                                                   | Patrick Bach     |
| Tim Pocock       | Ethan Karamakov          | 1–41, 51–52 | 1–2     | Sohn von Sebastian, Halbbruder von Kat, Ex-Freund von Isabelle und Tara                                                  | Tim Knauer       |
| Isabel Durant    | Grace Whitney            | 27–65       | 2–3     | Patenkind von Miss Raine, Ex-Freundin von Ben                                                                            | Vanessa Czapla   |
| Thomas Lacey     | Benjamin „Ben“ Tickle    | 28–65       | 2–3     | Freund von Kat, Ex-Freund von Tara und Grace                                                                             | Henning Nöhren   |
| Keiynan Lonsdale | Oliver „Ollie“ Lloyd     | 37–65       | 2–3     | Ex-Freund von Sammy | Tobias Schmidt   |

### Nebendarsteller
| Darsteller            | Rollenname                | Folgen                         | Staffel | Bemerkungen                                                                     | Synchronsprecher                                       |
| --------------------- | ------------------------- | ------------------------------ | ------- | ------------------------------------------------------------------------------- | ------------------------------------------------------ |
| Familienangehörige    |                           |                                |         |                                                                                 |                                                        |
| Steven Vidler         | Neil Webster              | 1–2, 13, 27, 39–41, 64–65      | 1–3     | Farmer, Ehemann von Jan, Vater von Tara                                         | Achim Buch                                             |
| Vanessa Gray          | Jan Webster               | 2, 13, 40, 64–65               | 1–3     | Ehefrau von Neil, Mutter von Tara                                               | Kerstin Draeger (St. 1 + 2), Monika Hein (St. 3)       |
| Victoria Hill         | Natasha Willis            | 6, 13, 20, 27, 29–31           | 1–2     | Tänzerin, Ehefrau von Sebastian, Mutter von Kat                                 | Sabine Arnhold                                         |
| Peter O’Brien         | Sebastian Karamakov       | 24–31                          | 1–2     | Choreograf, Ehemann von Natasha, Vater von Kat und Ethan                        | Erik Schäffler                                         |
| Zoe Ioannou           | Paige Armstrong           | 11, 24                         | 1       | Tochter von Anthea, Schwester von Abi                                           | Kim Mayhew                                             |
| Sacha Horler          | Anthea Armstrong          | 46–47, 51                      | 2       | Tanzlehrerin, Mutter von Abi und Paige                                          | Heidi Schaffrath                                       |
| Jason Chong           | Raf Reed                  | 42, 44, 52, 54, 64             | 2–3     | Surflehrer, Vater von Christian                                                 | Konstantin Graudus                                     |
| Narek Arman           | Ari Lieberman             | 5, 13, 26, 32, 36, 47, 51      | 1–2     | Sohn von Jackie und David, Bruder von Sammy                                     | Flemming Stein (St. 1), Lasse Crohn (St. 2)            |
| Monique Spanbrook     | Jackie Lieberman          | 5, 13, 26, 36, 51              | 1–2     | Mutter von Sammy und Ari                                                        | Ela Nitzsche                                           |
| Anthony Cogin         | Dr. David Lieberman       | 5, 32, 36, 47, 51, 62          | 1–3     | Arzt, Vater von Sammy und Ari                                                   | Robin Brosch                                           |
| Jugendliche           |                           |                                |         |                                                                                 |                                                        |
| Luke Bracey           | Aaron Dean                | 3, 10, 23                      | 1       | guter Freund von Christian                                                      | Timm Neu                                               |
| Kristina Risteka      | Kaylah                    | 7, 22–23, 31                   | 1–2     | gute Freundin von Christian                                                     | Linda Fölster                                          |
| Matt Cranleigh        | Sean Callahan             | 1–26                           | 1       | Tänzer an der Academy                                                           | Jannik Schümann                                        |
| Cariba Heine          | Isabelle                  | 2–4, 7, 17, 54–57              | 1, 3    | Tänzerin, Ex-Freundin von Ethan                                                 | Celine Fontanges                                       |
| Maria-Victoria Dragus | Petra Hoffman             | 15–18                          | 1       | Tänzerin, Austauschschülerin aus Deutschland                                    | Manuela Bäcker                                         |
| Rarmian Newton        | Michael Slade             | 47–48, 50, 52                  | 2       | Tänzer, Schüler der Tasmanian School of Ballet                                  | Tim Kreuer                                             |
| Adam Saunders         | Myles Kelly               | 9, 25–26                       | 1       | Sänger, Ex-Freund von Kat                                                       | Christian Stark                                        |
| Andrew Lees           | Wes Cooper                | 58–65                          | 3       | Choreograf, Ex-Freund von Abi                                                   | Nico Mamone                                            |
| Sean Keenan           | Jamie                     | 59–64                          | 3       | Regieassistent, Ex-Freund von Kat                                               | Timm Neu                                               |
| Erwachsene            |                           |                                |         |                                                                                 |                                                        |
| Tara Morice           | Miss Lucinda „Lucy“ Raine | 1–65                           | 1–3     | Lehrerin und ab Staffel 2 auch Direktorin der Academy, Ehefrau von Marcus       | Traudel Sperber                                        |
| Josef Brown           | Patrick                   | 1–25                           | 1       | Lehrer an der Academy                                                           | Lennardt Krüger                                        |
| Kip Gamblin           | Zach Andrews              | 27–65                          | 2–3     | Lehrer an der Academy                                                           | Sascha Draeger                                         |
| Brooke Harman         | Saskia Duncan             | 28–41, 54–57, 63–64            | 2–3     | Tänzerin, Lehrerin an der Academy, ehemalige Schülerin der Academy              | Kathrin Spielvogel                                     |
| David E. Woodley      | Marcus Kane               | 55, 57, 64–65                  | 3       | Tänzer, Lehrer an der Academy, ehemaliger Schüler der Academy, Ehemann von Lucy | Holger Mahlich                                         |
| Anne Looby            | Dr. Wicks                 | 1, 8, 21–22, 34, 39, 56, 63–65 | 1–3     | Ärztin an der Academy                                                           | Katharina von Keller (St. 1 + 2), Carla Becker (St. 3) |
| Robert Alexander      | Mr. Kennedy               | 1–23                           | 1       | ehemaliger Direktor der Academy                                                 | Rainer Schmitt                                         |
| Steven Heathcote      | spielte sich selbst       | 39, 50, 52                     | 2       | Tänzer                                                                          | Mark Bremer                                            |
| Barry Otto            | Sir Jeffrey McEwan        | 53–63                          | 3       | ehemaliger Direktor der National Ballett-Companie                               | Eberhard Prüter                                        |
| Alyssa McClelland     | Rebecca Braithwaite       | 53–65                          | 3       | Direktorin der National Ballett-Companie, vormals Sir Jeffreys Assistentin      | Anne Moll                                              |

## Produktion
Die Castings haben im Frühjahr 2009 in Brisbane, Melbourne und Sydney begonnen. Die Filmarbeiten zur ersten Staffel starteten am 13. Juli 2009 und dauerten bis Mitte November.
Die Serie wurde um eine zweite Staffel verlängert. Die Produktion zur zweiten Staffel begann am 31. Januar und dauerte bis zum 4. August 2011.
Im August 2012 begann in Sydney die Produktion einer dritten, 13 Folgen umfassenden Staffel, deren Erstausstrahlung zunächst für Herbst 2013 vorgesehen war. Tatsächlich begann die Ausstrahlung in Australien schon im Juli 2013.
Im Jahr 2016 wurde der Film Dance Academy – Das Comeback produziert, welcher einer Fortsetzung der 3. Staffel ist. Der Kinofilm kam am 6. April 2017 in die australischen Kinos.

## Ausstrahlung

### Australien
In Australien startete die erste Staffel am 31. Mai 2010 auf ABC1 und auf ABC3 am 6. Juni 2010. Dort wurde die erste Staffel bis zum 5. Juli 2010 und die zweite vom 12. März 2012 bis zum 24. April 2012 ausgestrahlt. Die dritte Staffel wurde zwischen dem 8. Juli 2013 und dem 30. September 2013 erstmals gesendet.

### Deutschland
In Deutschland wurden die ersten beiden Folgen am 26. September 2010 im ZDF ausgestrahlt. Im KiKA startete die erste Staffel am 27. September 2010 und lief dann montags bis donnerstags um 20:15 in Doppelfolgen. Die restlichen Folgen wurden im ZDF ab dem 3. Oktober 2010 immer sonntags um 7:45 ebenfalls in Doppelfolgen gezeigt. Die zweite Staffel wurde zwischen dem 29. August und dem 19. September 2012 im KiKA gezeigt. Die dritte Staffel wurde vom 17. September 2013 bis 26. September 2013 im KiKA ausgestrahlt.

## Deutscher Serientitel
Obwohl die deutsche Fassung der Serie in allen begleitenden Medien (offizielle Website, Programmhinweise) mit dem Titel Dance Academy – Tanz deinen Traum! bezeichnet wird, kommt auch im deutschsprachigen Vorspann der Folgen ausschließlich der australische Originaltitel Dance Academy vor.